# Epicorsia
Epicorsia is een geslacht van vlinders van de familie grasmotten (Crambidae), uit de onderfamilie Pyraustinae.

## Soorten
- E. avialis Amsel
- E. avilalis Amsel, 1954
- E. catarinalis Munroe, 1958
- E. cerata Fabricius, 1795
- E. chiapalis Munroe, 1958
- E. chicalis Munroe, 1978
- E. lucialis Munroe, 1958
- E. mellinalis Hübner, 1818
- E. oedipodalis Guenée, 1854
- E. parambalis Munroe, 1958